# Domaszowice (Opole)
Domaszowice (Duits: Noldau) is een dorp in het Poolse woiwodschap Opole, in het district Namysłowski. De plaats maakt deel uit van de gemeente Domaszowice en telt 1100 inwoners.